# Poboljšana suradnja
Poboljšana suradnja (engl.: Enhanced cooperation, u hrvatskim medijima poznatija pod nazivom pojačana suradnja) postupak je gdje je za minimalno 9 država EU-a dozvoljena veća integracija ili suradnja na području struktura EU-a, ali bez uključivanja drugih država EU-a. Ovo im omogućava kretanje različitim brzinama prema različitim ciljevima od onih izvan područja poboljšane suradnje. Ovaj je postupak uveden tako da prevlada paralizu, tj. stanje kada pojedinačna zemlja članica ili manja skupina zemalja članica koje ne žele sudjelovati u inicijativi blokiraju prijedlog. Međutim, ne dopušta proširenje ovlasti izvan onih dozvoljenih Ugovorima EU-a.
Vijeće daje odobrenje za poboljšanu suradnju, na temelju prijedloga Komisije i nakon pristanka Europskog parlamenta.
Od listopada 2017. ovaj se postupak suradnje koristi na području prava primjenljivog na razvod braka i zakonsku rastavu u kojem Hrvatska ne sudjeluje, patenata u kojem Hrvatska također ne sudjeluje, imovinskih režima međunarodnih parova u kojem Hrvatska ne sudjeluje, europskog javnog tužitelja te za područje poreza na financijske transakcije u kojem sudjeluje samo 11 zemalja članica - bez Hrvatske.
Pojačana suradnja razlikuje se od izuzimanja (engl. Opt-out) od primjene prava unutar struktura EU-a (prava koja su upisana u Ugovorima EU-a)  gdje je ograničenom broju zemalja članica dopušteno da se suzdrže od sudjelovanja u integracijama koje su inače obvezne za sve zemlje članice (npr. EMU, Schengenski prostor). Pojačana suradnja se nadalje razlikuje od Mehanizma za suradnju i provjeru trajnog nepridržavanja acquisa, gdje se zemlji članici tim mehanizmom postavljaju određene suspenzije (npr. blokiranje povlačenja sredstava iz EU fondova, nemogućnost učlanjenja u Schengenski prostor i sl.) a ukidanje istih se uvjetuje ispunjavanjem određenih mjerila od strane pogođene zemlje članice. Zemlje članice koje ne primjenjuju (ili u prošlosti nisu primjenjivale) barem jednu od svih odgovarajućih odredbi su: Bugarska, Hrvatska, Cipar, Češka, Mađarska, Poljska, Rumunjska i Švedska.

## Povijest
Poboljšana suradnja uvedena je Ugovorom iz Amsterdama za suradnju u Zajednici, pravosudnu suradnju i kaznena pitanja. Ugovor iz Nice pojednostavio je mehanizam i zabranio suprotstavljanje stvaranju pojačane suradnje. Također je uveo suradnju za zajedničku vanjsku i sigurnosnu politiku, osim za pitanja obrane. Lisabonski ugovor proširio je suradnju na obranu i dodatno predvidio mogućnost uspostave trajne strukturirane suradnje u obrani (Malta, Ujedinjeno Kraljevstvo i Danska imaju izuzetak iz ove odredbe). Odredbe kojima se uređuje pojačana suradnja sada su detaljno opisane u Ugovoru o Europskoj uniji (članak 20.) i Ugovoru o funkcioniranju Europske unije (članak 326-334).Usvajanje Schengenskog sporazuma smatra se povijesnom inspiracijom za formaliziranjem mehanizma pojačane suradnje. Stvorili su ga samo države članice Europske zajednice, ali izvan njenih struktura, djelomično zbog nedostatka konsenzusa među svim članovima o tome je li Zajednica nadležna za ukidanje graničnih kontrola i dijelom zato što one zemlje članice koju su bile spremne provesti ideju nisu htjele čekati ostale zemlje članice. Budući da tada nije postojao mehanizam pojačane suradnje, nije ga (Schengenski sporazum) bilo moguće uspostaviti unutar struktura Zajednice od samog početka, ali je nakon toga Schengenski sporazum uvršten u Pravo Europske unije Ugovorom iz Amsterdama kao pravilom Schengenskog područja. Svojom integracijom u opće pravo EU-a preoblikovan je iz prethodnika poboljšane suradnja u izuzetak (Ujedinjeno Kraljevstvo i Irska su izuzete od primjene ovog prava).

## Pojačana suradnja trenutno na snazi
Mjerodavno pravo za razvod (Rim III)
S porastom prekograničnog razvoda u EU, iznesena su zajednička pravila za rješavanje pitanja prema kojem se međunarodni parovi mogu razvesti u EU. Međutim, Švedska je blokirala nova pravila, bojeći se gubitka svog liberalnog zakona o razvodu (Švedski zakon o razvodu se razlikuje u usporedbi s europskim zakonima, a karakterizira ga liberalizam s relativno "lakim" postupcima, što je u suprotnosti s konzervativnijim zakonima država poput Malte koja je tek nedavno dozvolila parovima razvod braka). Da bi se omogućilo onima koji žele nastaviti postupak bez Švedske, devet zemalja podnijelo je u srpnju 2008. prijedlog za korištenjem poboljšane suradnje: Austrija, Francuska, Grčka, Mađarska, Italija, Luksemburg, Rumunjska, Slovenija i Španjolska. Belgija, Njemačka, Litva i Portugal razmatrale su da im se pridruže.
Na sastanku ministara pravosuđa 25. srpnja 2008. devet država odlučilo je službeno tražiti mjeru pojačane suradnje; osam država (devet država iznad minus Francuska) službeno je to zatražilo od Europske komisije 28. srpnja 2008. Dana 24. ožujka 2010., kada je komisija službeno predložila zakon, Bugarska je bila deseta država koja se pridružila spomenutoj osmorici uz Francusku, koja je odlučila ponovno se vratiti postupku pojačane suradnje. Belgija, Njemačka i Latvija formalno su im se pridružile 28. svibnja 2010., dok se Grčka povukla iz postupka.
Zastupnici Europskog parlamenta su podržali prijedlog u lipnju 2010. s četrnaest država koje su spremne usvojiti predloženu suradnju: Austrija, Belgija, Bugarska, Francuska, Njemačka, Mađarska, Italija, Latvija, Luksemburg, Malta, Portugal, Rumunjska, Slovenija i Španjolska. Te države je potom ovlastilo Vijeće da nastave s poboljšanom suradnjom 12. srpnja 2010. Nakon usvajanja Uredbe Vijeća (EU) br. 1259/2010 20. prosinca 2010., također poznate kao Uredba Rim III, pojačana suradnja stupila je na snagu u 14 država sudionica 21. lipnja 2012. Ostalim državama članicama EU-a dopušteno je naknadno potpisivanje pakta. Litva je postala prva država koja se pridružila tom sporazumu kad joj je to Komisija odobrila 21. studenog 2012. godine. Odredbe sporazuma primjenjivale su se na Litvu od 22. svibnja 2014. Grčko sudjelovanje odobrila je Komisija 27. siječnja 2014., čime je ona postala šesnaesta država koja se pridružila uredbi, a koja se na nju počela primjenjivati od 29. srpnja 2015. godine. Sudjelovanje Estonije Komisija je odobrila u kolovozu 2016., a uredba se počela primjenjivati na ovu zemlju od 11. veljače 2018. godine.
Hrvatska, Cipar, Češka, Slovačka, Poljska, Finska, Švedska, Danska, Nizozemska, Irska i Ujedinjeno Kraljevstvo nisu se pridružile ovoj pojačanoj suradnji.
Jedinstveni patent
Jedinstveni patent, formalno "Europski patent s unitarnim učinkom", je drugi slučaj pojačane suradnje koji su usvojile Europska komisija i Parlament. 26 država članica, sve osim Španjolske i Hrvatske (koja je pristupila Europskoj uniji nakon usvajanja ovog postupka pojačane suradnje) sudjeluju u ovom jedinstvenom patentu. Na ovom primjeru se vidi kako zemlje koje pristupaju EU-u naknadno nisu obvezne sudjelovati u postojećim pojačanim suradnjama.
Krajem 2010. godine, dvanaest država (Danska, Estonija, Finska, Francuska, Njemačka, Litva, Luksemburg, Nizozemska, Poljska, Slovenija, Švedska i Velika Britanija) predložilo je pojačanu suradnju kako bi se riješile nesuglasice s Italijom i Španjolskom oko jezika na koje bi se europski patent preveo. Jedinstveni patent pregledao bi se i dodijelio na jednom od postojećih službenih jezika Europskog patentnog ureda - engleskom, francuskom ili njemačkom. Nakon što je Komisija odobrila plan 14. prosinca 2010., Vijeće Europske unije zatražilo je od Europskog parlamenta odobrenje za korištenje pojačane suradnje za unitarni patent 14. veljače 2011. uz sudjelovanje 25 država članica (sve osim Italije i Španjolske). Parlament ga je odobrio sljedeći dan, a Vijeće je odobrilo pojačanu suradnju 10. ožujka 2011. Komisija je 13. travnja 2011. usvojila prijedlog Uredbe Vijeća kojom se provodi pojačana suradnja. Tijekom Europskog vijeća od 28. do 29. lipnja 2012., postignut je dogovor o odredbama između 25 država članica, a Europski parlament je odobrio potrebno zakonodavstvo Europske unije 11. prosinca 2012. Na zahtjev talijanske vlade Italija je postala sudionik jedinstvenih patentnih propisa u rujnu 2015. godine. Mjere pojačane suradnje stupile su na snagu u siječnju 2013., a počele su se primjenjivati na zemlje članice koje sudjeluju u sporazumu od dana kada za nju stupi na snagu odgovarajući Sporazum o Jedinstvenom patentnom sudu (engl. Unified Patent Court ili UPC). Sporazum o UPC-u potpisalo je 25 država članica EU-a, uključujući sve države koje sudjeluju u mjerama poboljšane suradnje osim Poljske; dok je Italija, s druge strane, potpisala UPC sporazum prije pristupanja pojačanim mjerama suradnje za unitarni patent (Italija je pokušavala uvesti talijanski jezik kao jedan od radnih jezika u procesu prevođenja patenata. Španjolska je pokušavala učiniti isto sa svojim jezikom) Poljska je odlučila pričekati kako bi vidjela kako funkcionira novi patentni sustav prije nego što se pridružila zbog bojazni da će naštetiti njihovoj ekonomiji. Stupanje na snagu UPC-a održalo se za prvu skupinu zemalja koje su ratificirale sporazum prvog dana četvrtog mjeseca 2013. nakon što najmanje 13 država članica (uključujući Njemačku, Francusku i Ujedinjeno Kraljevstvo kao tri države s najviše europskih patenata na snazi) ratificirao UPC sporazum.
Imovinski režimi međunarodnih parova
U lipnju 2016., Vijeće Europske unije ovlastilo je 18 država članica Europske unije da pokrenu pojačanu suradnju na području nadležnosti, primjenjivog prava te priznavanja i provođenja odluka o imovinskim režimima međunarodnih parova koja pokriva pitanja bračno - imovinskog režima i imovinskih posljedica registriranog partnerstva. Kasnije tog mjeseca pojačana suradnja provedena je Uredbama EU 2016/1103 za bračne parove i EU 2016/1104 za registrirana partnerstva koje će se u cijelosti primjenjivati od 29. siječnja 2019. godine. Irska, Ujedinjeno Kraljevstvo, Danska, Estonija, Latvija, Litva, Poljska, Slovačka, Mađarska i Rumunjska ne sudjeluju u ovoj pojačanoj suradnji.
Europski javni tužitelj
Ured europskog javnog tužitelja (engl. European Public Prosecutor's Office ili EPPO) neovisno je tijelo Europske unije (EU) koje je trebalo biti osnovano Lisabonskim ugovorom između 20 od tadašnjih 27 članica EU-a. Određeno je da će mu sjedište biti u Luksemburgu, zajedno s Europskim sudom i Revizorskim sudom. Uloga EPPO-a je istražiti i procesuirati prijevare protiv proračuna EU-a i druga kaznena djela protiv financijskih interesa EU-a, uključujući prijevare u vezi s EU fondovima u iznosu od preko 10 000 eura i prekogranične slučajeve prijevara s PDV-om koji uključuju štetu iznad 10 milijuna eura. Prije toga samo su nacionalne vlasti mogle istraživati i procesuirati ove zločine, a nisu mogle djelovati izvan svojih granica. 
Europska komisija predložila je uredbu za osnivanje EPPO-a 17. srpnja 2013. Nakon što se nije mogao postići konsenzus među svim državama članicama EU-a, države koje su željele sudjelovati obavijestile su Europski parlament, Vijeće i Komisiju 3. travnja 2017. da će nastaviti s osnivanjem EPPO-a primjenom pojačane suradnje. To je učinjeno u skladu s člankom 86. Ugovora o funkcioniranju Europske unije koji omogućava pojednostavljeni postupak poboljšane suradnje za koji nije potrebno odobrenje Vijeća. Države članice koje su sudjelovale složile su se oko zakonodavnog teksta za osnivanje EPPO-a 8. lipnja. Dana 12. listopada 2017. uredbu je konačno odobrila 20 država sudionica. EPPO neće imati ovlasti započeti istragu ili gonjenje zločina sve dok odluka Komisije to ne odobri, što se prema odredbama Uredbe može dogoditi tri godine nakon stupanja Uredbe na snagu u studenom 2017.
Nizozemska je službeno zatražila pristupanje EPPO-u 14. svibnja 2018. koje je Komisija odobrila 1. kolovoza 2018. Malta je zatražila pridruživanje 14. lipnja 2018. i njeno je sudjelovanje odobreno 7. kolovoza 2018.